# Karl-Erik Welin
Karl-Erik Vilhelm Welin (ur. 31 maja 1934 w Genarp, zm. 30 maja 1992 w Bunyoli) – szwedzki kompozytor, pianista i organista.

## Życiorys
W latach 1956–1961 uczył się u Svena Brandela (fortepian) i Alfa Lindena (organy) w Kungliga Musikhögskolan w Sztokholmie. Pobierał też prywatnie lekcje kompozycji u Gunnara Buchta (1958–1960) i Ingvara Lidholma (1960–1964). Od 1960 do 1962 roku był uczestnikiem Międzynarodowych Letnich Kursów Nowej Muzyki w Darmstadcie, gdzie uczęszczał na zajęcia prowadzone przez Davida Tudora. Od 1961 roku współpracował z działem muzycznym radia szwedzkiego, występował też w programach telewizyjnych.

## Twórczość
W twórczości Welina przeważają utwory kameralne oraz wokalno-instrumentalne, w których widoczna jest tendencja kompozytora do wszechstronnego wykorzystania medium instrumentów, zwłaszcza fletów. W kompozycjach wokalnych sięgał po teksty dalekowschodnie oraz poezję zaangażowaną społecznie. Utwory z wczesnego okresu odznaczają się wysokim poziomem dramatyzmu i często skrajną emocjonalnością, w latach 70. XX wieku styl kompozytora stopniowo ewoluował jednak w kierunku bardziej zbliżonym do neoromantyzmu, z tendencją do uproszczenia języka dźwiękowego.
Zasłynął jako wykonawca utworów J.S. Bacha oraz współczesnych kompozytorów awangardowych. Jego interpretacje dzieł współczesnych, cechujące się skłonnością do efektów teatralnych, często miały skandalizujący charakter. Jeden z koncertów w Sztokholmie w 1964 roku Welin przypłacił hospitalizacją.

## Ważniejsze dzieła
(na podstawie materiałów źródłowych)

### Utwory orkiestrowe
- Pereo na 36 instrumentów smyczkowych (1964)
- Jeux à l’occasion d’une fête (1976)
- Symfonia (1985–1986)
- Concertino na klarnet, altówkę, fortepian i orkiestrę (1987)

### Utwory kameralne
- 9 kwartetów smyczkowych (1964–1990)
- Sermo modulatus na flet i klarnet (1959)
- Manzit na klarnet, puzon, skrzypce, fortepian i perkusję (1962)
- Esservecchia na gitarę elektryczną, róg, puzon i fortepian (1963)
- Warum nicht? na flet, skrzypce, wiolonczelę, ksylofon, wibrafon i tam-tam (1964)
- Visoka 12 na 2 rogi, 2 skrzypiec i 2 wiolonczele (1965)
- Etwas für... na kwintet dęty (1966)
- Ben fatto na instrument i nieokreśloną liczbę instrumentów (1968)
- PC-132 na kwartet smyczkowy (1970)
- Harmonies na klarnet, puzon, wiolonczelę i fortepian (1972)
- Frammenti na wiolonczelę solo (1972)
- Pagabile na zespół kameralny (1972)
- Eurytmi na kwartet fortepianowy (1979)
- Denby-Richard na flet i wiolonczelę (1981)
- Solo na fagot (1983)
- Poème na róg i fortepian (1983)
- EssAEG na 2 fortepiany i dźwięki elektroniczne (1988)
- Viriditas per Omnibus na 12 instrumentów (1988)

### Utwory fortepianowe
- L’essai du pianiste (1965)
- Tema con 36 variazioni (1984)
- Suita (1988)

### Utwory organowe
- Hommage à... (1969)
- Improvisation (1969)

### Utwory na chór a cappella
- 4 kinesiska dikter (1956)
- Vän, i förödelsens stund (1958)
- Helg (1970)
- A New Map of Hell (1971)
- Natalino (1971)
- Joergen (1973)
- 4 japanska dikter (1974)
- In silvis cum libro (1980)
- Lamento (1986)
- Avsked (1987)
- 3 kinesiska dikter (1990)
- Crepusculo (1992)

### Utwory wokalno-instrumentalne
- Renovations na sopran, flet, skrzypce, mandolinę, czelestę i perkusję (1960)
- Kantata na chór dziecięcy, skrzypce, flet i klawesyn (1960)
- Glazba na sopran, 3 flety i fagot (1968)
- Dantons död na sopran, flet, wibrafon, tam-tam, bębny i fortepian (1971)
- Aver la forza di... na chór i orkiestrę smyczkową (1972)
- En bukett japanska sånger om att åldras i skönhet na sopran i 3 flety proste (1975)
- I väntan på... na tenora, bas, flet, kontrabas, harfę i organy (1976)
- Ett svenskt rekviem na solistów, chór i orkiestrę (1976)
- Sonet na sopran, flet, wiolonczelę i fortepian (1979)
- Flying Safe na sopran, flet i chór (1980)
- L’aveu na solistów, chór i orkiestrę (1982–1983)
- I am Nobody na chór męski, flet i 3 perkusje (1989)
- Luna llena, violeta na tenora, chór i flet (1989)

### Utwory sceniczne
- dziecięca opera telewizyjna Dummer-Jöns (1966–1967)
- balet Copelius (1968)
- muzyka do sztuki teatralnej Ondine (1968)
- balet telewizyjny Vindarnas grotta (1969)
- opera Drottning Jag (1972, wyst. Sztokholm 1973)
- oratorium sceniczne Don Quijote (1990–1991)

### Utwory na taśmę
- Musik till Racines Britannicus (1974)